# György Kurtág

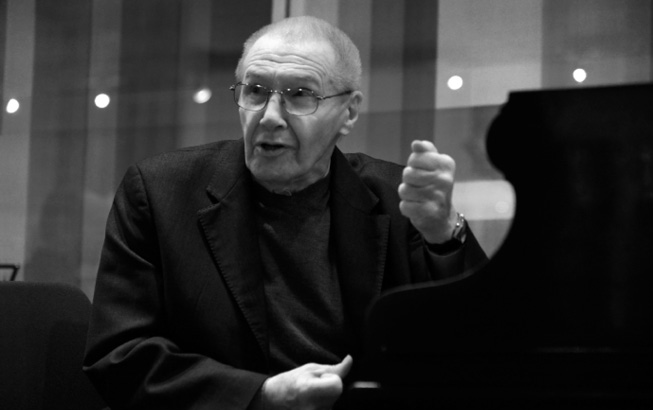
György Kurtág (2014)

György Kurtág (ungarisch Kurtág György [ˈkurtaːɡ ˈɟørɟ], * 19. Februar 1926 in Lugoj, Rumänien) ist ein ungarisch-französischer Komponist, Pianist und Kammermusiklehrer. Er gilt neben György Ligeti und Péter Eötvös als der international erfolgreichste ungarische Komponist nach 1945.

## Leben und Werk
György Kurtág wurde 1926 in einer ungarischsprachigen, assimilierten jüdischen Familie im Banat in Rumänien geboren. Mit fünf Jahren erhielt er von seiner Mutter seinen ersten Klavierunterricht. Ab 1940 erhielt er Klavierunterricht bei Magda Kardos und Theorie- und Kompositionsunterricht bei Max Eisikovits in Timișoara, wo er das Gymnasium besuchte. Nach dem Abitur überquerte er 1945 illegal die Grenze zwischen Rumänien und Ungarn und zog nach Budapest. Zwei Jahre später wurde er ungarischer Staatsbürger. Nach bestandener Aufnahmeprüfung an der Franz-Liszt-Musikakademie setzte er sein Studium in Komposition bei Sándor Veress (1946–1949) und nach dessen Emigration bei Pál Járdányi und Ferenc Farkas (1949–1955), in Klavier bei Pál Kadosa sowie in Kammermusik bei Leó Weiner fort. Als Student stand er der kommunistischen Partei nahe. 1951 machte er seine Diplome in Klavier und Kammermusik, 1955 in Komposition. An der Musikakademie freundete er sich mit György Ligeti an, den er bereits 1945 kennengelernt hatte.
Im Zuge des Ungarischen Volksaufstandes 1956 erhielt er einen Reisepass und hielt sich 1957/58 in Paris auf, wo er Kurse bei Max Deutsch, Darius Milhaud (Komposition) und Olivier Messiaen (Analyse) besuchte. Für seine kompositorische Entwicklung wurde während dieses Studienjahres die Begegnung mit der ungarischen Kunstpsychologin Marianne Stein von entscheidender Bedeutung. Er befasste sich mit der Musik von Pierre Boulez und wurde mit der Zweiten Wiener Schule um Arnold Schoenberg und Anton Webern, von dem er Partituren kopierte, vertraut. Außerdem kam er mit Stücken Samuel Becketts in Berührung. Während eines Reiseaufenthalts in Köln lernte er Ligetis Artikulation und Karlheinz Stockhausens Gruppen kennen. Von 1958 bis 1963 war er Klavierbegleiter an der Béla-Bartók-Mittelschule für Musik in Budapest. Außerdem wirkte er von 1960 bis 1968 als Korrepetitor an der Ungarischen Staatsphilharmonie. Ab 1967 war er Professor für Klavier, von 1969 bis 1986 für Kammermusik an der Musikakademie. Bis 1993 gab er einzelnen Schülern weiterhin Unterricht. András Schiff und Zoltán Kocsis u. a. waren in seiner Klavierklasse. Im Anschluss wirkte er als Kammermusiklehrer. Mit einem Künstlerstipendium des DAAD lebte er 1971 in West-Berlin.
Im Jahre 1993 wurde er für zwei Jahre am Wissenschaftskolleg zu Berlin Composer in Residence der Berliner Philharmoniker. Es folgten Aufenthalte am Wiener Konzerthaus als Composer in Residence, außerdem unterrichtete er die Meisterklasse (1995/96) sowie am Koninklijk Conservatorium Den Haag als Honorarprofessor (1996). Von 1996 bis 1998 hielt er sich in den Niederlanden auf. 1998/99 war er Fellow am Wissenschaftskolleg zu Berlin. Ab 1999 lebte er auf Einladung des Pariser Konservatoriums, der Cité de la musique, des Festival d’automne à Paris und des Ensemble intercontemporain in Paris. 1998 wurde er Korrespondierendes Mitglied der Bayerischen Akademie der Schönen Künste in München. Von 1987 bis 1993 war er Mitglied der Sektion Musik der Akademie der Künste in West-Berlin und von 1990 bis 1993 Korrespondierendes Mitglied der Deutschen Akademie der Künste in Ost-Berlin, seitdem ist er Mitglied der gesamtdeutschen Akademie. 1999 erhielt er den Orden Pour le Mérite für Wissenschaft und Künste. 1994 wurde er Ehrenmitglied der Internationalen Gesellschaft für Neue Musik, 2001 ausländischer Ehrenmitglied der American Academy of Arts and Letters und 2015 der American Academy of Arts and Sciences in Cambridge, Massachusetts. Er ist ferner Distinguished Patron der International Kodály Society.
György Kurtág gilt heute neben György Ligeti und Péter Eötvös als der bedeutendste ungarische Komponist nach 1945. Während Ligeti aber Ungarn 1956 verließ und in Westeuropa schnell zu einem gefeierten Komponisten wurde, blieb Kurtág zunächst in Budapest musikpädagogisch tätig. Er blieb als einziger international wahrgenommener Komponist die gesamte kommunistische Ära in Ungarn. So blieb er lange nur ein „Geheimtipp“ unter Eingeweihten. Erst Ende der 1970er Jahre begann seine Musik in Deutschland bekannt zu werden; seinen internationalen Durchbruch erreichte er 1981 mit der Pariser Uraufführung von Poslanija pokojnoj R. V. Trusovoj durch das Ensemble intercontemporain unter Sylvain Cambreling. Heute werden seine Werke weltweit bei Festivals u. a. aufgeführt und liegen in diversen CD-Aufnahmen (ECM Records u. a.) vor. Seine Werke werden bei der Editio Musica Budapest und bei Universal Edition in Wien verlegt. Sein Freund Rolf Hans fotografierte Kurtág und die Aufnahmen wurden oft für CD-Covers verwendet. Kurtág widmete ihm die Liedkomposition Friedrich Hölderlin: Zwei Fragmente – Hommage à Rolf Hans.
Seit 1947 war er bis zu deren Tod am 17. Oktober 2019 mit der Pianistin Márta Kurtág, geb. Kinsker, verheiratet; sie hatten einen gemeinsamen Sohn, György Kurtág Jr., mit dem er das Stück Zwiegespräch komponierte. Von 2001 bis 2015 lebte er im südwestfranzösischen Saint-André-de-Cubzac bei Bordeaux, seit 2015 in Budapest. 2002 erhielt er zusätzlich zu seiner ungarischen die französische Staatsbürgerschaft.

## Auszeichnungen
- Erkel-Preis, 1954, 1955 und 1969
- Kossuth-Preis, 1973 und 1996 (für sein Lebenswerk)
- Tribune internationale des compositeurs, 1983
- Bartók-Pásztory-Preis, 1984
- Officier des Arts et des Lettres, 1985
- Kritikerpreis Premio Abbiati, 1987/88 und 2005
- Prix de Composition Musicale der Foundation Prince Pierre de Monaco, 1993
- Antonio-Feltrinelli-Preis der Accademia Nazionale dei Lincei, 1993
- Herder-Preis der Alfred Toepfer Stiftung F. V. S., 1993
- Ehrenmitglied der International Society for Contemporary Music ISCM, 1994[9]
- Österreichischer Staatspreis für Europäische Komponisten, 1994
- Denis-de-Rougemont-Preis der European Festivals Association, 1994
- Ernst von Siemens Musikpreis, 1998
- Österreichisches Ehrenzeichen für Wissenschaft und Kunst, 1998
- Europäischen Preis für Komposition der Fördergemeinschaft der Europäischen Wirtschaft, 1998
- Ehrenpreis für Wissenschaft und Kunst des Wissenschaftskollegs Berlin, 1999
- John-Cage-Preis, 2000
- Friedrich-Hölderlin-Preis der Universität und der Stadt Tübingen, 2001
- Kommandeur mit Stern des Verdienstordens der Republik Ungarn, 2001
- Ehrenbürger von Budapest, 2001[10]
- György Kurtág Festival des Southbank Centre und der Royal Academy of Music, 2002
- Léonie-Sonning-Musikpreis, 2003
- Komponistenporträt beim Rheingau Musik Festival, 2004
- Großkreuz des Verdienstordens der Republik Ungarn, 2006
- Grawemeyer Award / Music Composition, 2006
- Goldener Löwe der Biennale di Venezia, 2009 (für sein Lebenswerk)
- Zürcher Festspielpreis, 2010
- Wihuri-Sibelius-Preis, 2012[11]
- Royal Philharmonic Society Gold Medal, 2013
- BBVA Foundation Frontiers of Knowledge Award / Contemporary Music, 2015[12]
- Rolf-Schock-Preis für Musik, 2020
- Benennung eines Asteroiden nach ihm: (550942) Kurtág, 2024
- Wolf-Preis, 2024.[13]

## Werke (Auswahl)

### Orchester (mit Solisten)
- Violakonzert (1953–1954)
- Vier Capriccios op. 9 nach Gedichten von István Bálint für Sopran und Kammerorchester
- Grabstein für Stephan op. 15c für Gitarre und im Raum verteilten Instrumentengruppen
- Messages de feu demoiselle R. V. Troussova (Botschaften der verblichenen R.V. Trussova) op. 17 für Sopran und Ensemble
- … quasi una fantasia … op. 27, 1 für Klavier und Orchestergruppen
- Doppelkonzert op. 27, 2 für Klavier, Violoncello und zwei Kammerensembles
- Samuel Beckett: What is the word op. 30b für Alt und Kammerensemble
- Stele op. 33 für großes Orchester
- Messages op. 34 für Orchester
- … Concertante … op. 42 für Violine, Viola und großes Orchester
- Petite Musique solennelle en hommage à Pierre Boulez 90 für Orchester

### Oper
- Fin de partie, Oper in einem Akt nach Samuel Beckett für Bass (Hamm), Bariton (Clov), Alt (Nell), Tenor (Nagg) und Orchester

### Chor
- Omaggio a Luigi Nono op. 16 für gemischten Chor a cappella
- Acht Chöre über Gedichte von Dezső Tandori op. 23 für gemischten Chor a cappella
- Lieder der Schwermut und der Trauer op. 18 für gemischten Chor mit Instrumenten

### Kammermusik mit Gesang
- Die Sprüche des Péter Bornemisza op. 7 für Sopran und Klavier
- Four songs to poems by János Pilinszky op. 11 für Bass und Ensemble
- Szenen aus einem Roman op 19 für Sopran, Violine, Kontrabass und Cymbal
- Fragmente (nach Gedichten von Attila József) op. 20 für Sopran und Ensemble
- Kafka-Fragmente op. 24 für Sopran und Violine[14]
- Drei alte Inschriften op. 25 für Sopran und Klavier
- Requiem po drugu op. 26 für Sopran und Klavier
- Friedrich Hölderlin: AN… op. 29 für Tenor und Klavier
- Hölderlin-Gesänge op. 35 für Stimme und Instrumente
- Einige Sätze aus den Sudelbüchern Lichtenbergs op. 37 für Sopran (mit oder ohne Instrumente)

### Kammermusik
- Streichquartett op. 1
- Bläserquintett op. 2
- Acht Duos op. 4 für Violine und Cymbal
- Hommage à Mihály András op. 13 zwölf Mikroludien für Streichquartett
- Hommage à R. Sch. op. 15d für Klarinette, Viola und Klavier
- Officium Breve op. 28 für Streichquartett
- Ligatura – Message to Frances-Marie op. 31b für zwei Celli, zwei Violinen und Celesta
- Signs, Games and Messages für Streicher (Work in progress)
- 6 moments musicaux op. 44 für Streichquartett
- Bagatellek (Bagatellen) op. 14/d für Flöte, Kontrabass und Klavier

### Solowerke
- Acht Klavierstücke op. 3
- Jelek op. 5 für Viola
- Splitter op. 6c für Cymbal
- Játékok für Klavier (Work in progress)
- Hipartita op. 43 für Solovioline (Uraufführung: 2005)